# Aşağı Çağlar
Aşağı Çağlar (auch Aşağı Izvit) ist ein türkisches Dorf in der Nähe von Ermenek. Das Dorf liegt in der Provinz Karaman. Die Einwohner leben zum größten Teil von der Landwirtschaft und dem Arbeiten in Großstädten im Winter. Viele Bürger aus diesem Dorf leben heute im Ausland.
Früher war die Infrastruktur unzureichend. Heute führt eine Straße nach Konya und Antalya.
Koordinaten: 36° 44′ N, 32° 48′ O